# 林鼎翔

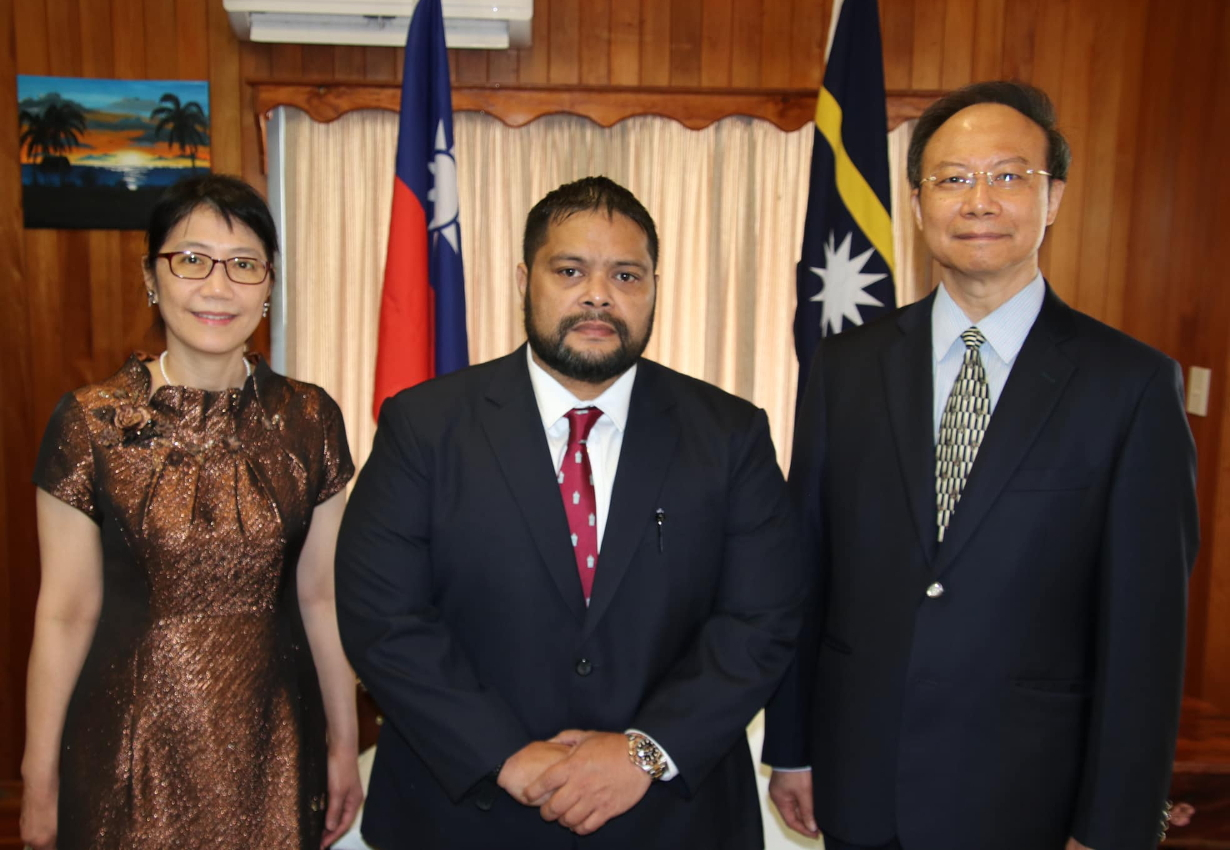
2023年1月30日，林鼎翔向諾魯總統昆洛斯呈遞到任国书。

林鼎翔，中華民國外交官。畢業於國立臺灣大學政治學系國際關係組學士、墨尔本皇家理工大学企業管理所碩士。曾任駐舊金山臺北經濟文化辦事處三等秘書、驻新加坡台北代表处二等秘書、駐越南台北經濟文化辦事處一等秘書、駐墨爾本臺北經濟文化辦事處政治組長、外交部中部辦事處副處長、駐泗水臺北經濟貿易辦事處總領事銜處長、駐諾魯大使等職務。

## 職業生涯
林鼎翔任職駐墨爾本辦事處政治組長期間，除了與轄區的南澳州、維多利亞州、塔斯馬尼亞州議會保持密切友好關係，亦與轄區僑社如台灣同鄉會、客屬同鄉會、东帝汶同鄉會、中華婦女會等僑民團體互動頻繁。工作之餘，假日時在墨爾本台灣學校開設「太极拳班」。
2015年，林鼎翔在擔任外交部中部辦事處副處長期間，看見辦事處領務大廳狹小，導致每日申請案件民眾壅塞嚴重，為解決空間不足問題，便溝通協調臺北行政院與中部合署各部會之間，獲得行政院定案擴增辦事處領務大廳，後於2016年6月啟用，有效改善民眾申辦業務服務品質與效率。2017年5月，林鼎翔有鑑於民眾申辦護照時，必須站著等候承辦人員比對相關資料，認為應該把櫃台降低且讓民眾坐著等候，才不會有距離感，意見獲得處長宋子正的支持，並於端午節假期結束後完工。
2018年9月，印尼蘇拉威西島發生地震與海嘯，有12名臺灣人因對外交通中斷受困當地，駐泗水辦事處長林鼎翔前往重災區營救，印尼軍方負責救災的官員表示，傷亡名單裡並無台灣人。2019年6月，基督教芥菜種會捐贈30艘漁船協助當地居民恢復生計，林鼎翔等人亦出席捐贈儀式。

## 軼事
林鼎翔鑽研楊式太極拳多年，師承鄭曼青嫡傳弟子廖禎祥。林鼎翔得力弟子為國立政治大學公共行政學系碩士生李紹宇，並已通過外交領事人員筆試。 

## 外部連結
- . YouTube. 2016年4月4日  [2023年1月31日]. （原始内容存档于2023年1月31日）.